# Rosacea plicata
Rosacea plicata is een hydroïdpoliep uit de familie Prayidae. De poliep komt uit het geslacht Rosacea. Rosacea plicata werd in 1911 voor het eerst wetenschappelijk beschreven door Bigelow. 